# Н
Н (onderkast: н) is een medeklinker uit het Cyrillische alfabet en wordt uitgesproken als /n/. Deze letter kan verward worden met de Latijnse letter H.

## Weergave

### Unicode
De Н en н zijn in 1993 toegevoegd aan de Unicode 1.0 karakterset.
In Unicode vindt men Н onder het codepunt U+041D (hex) en н onder U+043D.

### HTML
In HTML kan men voor Н de code &Ncy; gebruiken, en voor н &ncy;.